# Битка код Литл Бигхорна
Битка код Литл Бигхорна (енгл. Battle of the Little Bighorn) или  у индијанском свету позната као Битка на масној трави је била последња битка генерала Џорџа Кастера, у којој је цео коњички пук масакриран од стране уједињених индијанских племена Сијукса, Арапаха и Шајена под вођством поглавице Седећег Бика. Битка се одиграла 25. јуна 1876. године.

## Увод у битку
Након завршетка Америчког грађанског рата, амерички генерал Џорџ Кастер је био унапређен у чин генерал-пуковника и постављен на чело 7. коњичког пука, који је деловао на Индијанској територији. Учествовао је у биткама против племена Шајена, а нашао се и на војном суду јер је напустио јединицу због посета болесној жени у утврђењу Форт Хејс. Годину дана је био под суспензијом, а онда се прочуо подухватом против Индијанаца: код Башите је једноставно дао да се масакрира све живо. Јединицу су му распустили и поново је окупили тек две године касније, кад је настала „златна грозница“ у Дакоти. Било му је заповеђено да прати групу људи који су из утврђења Форт Рис кретали на север: 1.500 војника штитило је 373 цивила и 275 кола с опремом. Међу цивилима је било подоста новинара, фотографа и рудара који ће ускоро наћи злато.

Американци су непрестано кршили споразуме и напредовали даље ка западу, што је резултирало насиљем и актима разарања са обе стране. Да заузму Блек Хилс (а самим тим и налазишта злата) и да зауставе индијанске нападе, САД одлучио да окупи све преостале слободне Индијанце из равнице. Грантова влада је поставила рок до 31. јануара 1876. за све Лакоте и Арапахо који зимују на „неуступљеној територији“ да се пријаве својим одређеним агенцијама (резервацијама) или се сматрају „непријатељским“. Веће тешкоће у напокон релативно мирним односима између белаца и Индијанаца настале су 1875. године, када су Сијукси одбили да продају подручје звано Црна Брда (Black Hills), иако им је било понуђено чак шест милиона долара. Годину дана касније, на челу своје 7. коњичке, Кастер се нашао у подручју Монтане и близу места Роузбад (Ружин Пупољак) окренуо на запад, према реци Литл Бигхорн. Успут је потпуно неочекивано наишао на табор Индијанаца Сијукса и, славохлепан, потценивши њихову снагу и број, сместа кренуо у напад. Помало непромишљено и не покоравајући се заповестима свог надређеног генерала Терија, своју јединицу је разделио у три дела: капетан Бентен се нашао тако на челу 125 људи на јужној страни, мајор Рено са 115 људи на другој страни реке, а сам Кастер је остао на овој страни реке, заједно са својих 264 војника. Нимало се није обазирао на извештаје својих индијанских ухода: био је насупрот највећег броја окупљених Индијанаца у историји - чак шест здружених племена, петнаестак хиљада Индијанаца, међу којима барем две и по хиљаде врсних ратника.

## Последице
Индијанци су имали велику премоћ у броју људи и Кастерови војници су једноставно били масакрирани, док су Бентен и Рено некако прегруписали своје снаге, али нису успели помоћи свом заповеднику и његовим људима. И сами Индијанци, а међу њима поглавице Седећи Бик, Храбри Вук (Хонехе Ехатамахе) и Луди Коњ, касније ће утврдити да тако храбре војнике никада нису видели. Кастер и сви око њега су погинули, осим једног извидника. Тај део 7. коњичке је био смакнут за мање од сат времена. Кад је два дана касније стигло појачање генерала Терија, његови војници су нашли 197 мртвих тела, укључујући и Кастерово. У бици код Литл Биг Хорна поред генерала Кастера погинула су и његова два рођена брата Томас (1845-1876) и Бостон (1848-1876). Генералово тело било је голо, али не и унакажено, с две ране прострелне ране у пределу срца и једном на челу. Свака од њих је била смртоносна. Индијанци нису знали ко га је и када убио, а нико то не зна ни данас. Дуго времена након битке Индијанци нису знали чак ни да је Кастер у њој учествовао.
У тренутку смрти је имао 37 година, али многи су били склони тврдњи како заправо никад није у потпуности одрастао. Војну школу је као последњи у својој класи завршио у Вест Поинту, почетак Америчког грађанског рата дочекао је као нижи поручник војске уније, а његов завршетак с чином генерал-мајора.
Битка код Литл Бигхорна је значила најтежи пораз САД у сукобима с Индијанцима, али је и заувек запечатила индијанску судбину: сви су мостови за сарадњу и преговоре били порушени, а војни врх је вапио за коначним решењем индијанског питања. Коњички пукови су повећавали број људи, а многи од њих су прерастали у Кастерове осветнике. Петнаестак година касније, амерички Индијанци више неће пружати оружани отпор.

## Литл Бигхорн данас
На месту масакра тог јунског дана 1876. године, данас се налази споменик с именима оних који су ту дословце остали лежати заувек: недалеко је гробље палих, а међу гробовима је и Кастеров, иако не фали ни споменика посвећених Индијанцима. Напокон, само бојно поље је смештено између два велика индијанска резервата: Кроу Индиан Резерват на западу и Нортрн Чејен на истоку.
У Монтани, простору задивљујуће природне лепоте, живи нешто мање од милион људи. Сва је прилика да је белаца деведесет посто. Преосталих десетак посто чине углавном Индијанци, међу њима и потомци оних који су учествовали у бици. Месташца и градићи, су међусобно прилично раздвојени и не подсећају баш на америчка насеља која се виде у филмовима или о којима говоре писана дела о америчкој унутрашњости. Американци су чести посетиоци Европе, углавном као чланови организованих туристичких група, а међу организаторима предњаче тур-оператори попут британског Трафалгара и америчког ТАУК Турса, али учесници таквих путовања из Монтане врло су ретки.
Све су ређи и медведи гризлији који су у међувремену постали заштитни знак државе, која чак и у средини своје плаве заставе доноси круг у којем доминирају високи врхови планина и дубоки кањони.
Попришту битке код Литл Бигхорна најближе је место Бусби. Истина, нема ни седам стотина душа, али готово је у потпуности насељено Индијанцима. Жена не недостаје, бројем су готово изједначене са мушкарцима, али чак 40% породица статистички не прелази праг сиромаштва, што преведено на свакодневни језик значи да живе на ивици егзистенције. Малобројне послове им даје углавном национални парк или меморијално подручје, које посети нешто мање од пола милиона људи годишње.